# 種族滅絕心理學
种族灭绝心理学（英語：Psychology of genocide）试图通过心理学来解释种族灭绝。种族灭绝心理学研究种族灭绝为什么发生和如何发生，以及为什么有些人成为种族灭绝的实施者，而另一些人成为旁观者或救助者。